# کوسه بمبو
کوسه بمبو (نام علمی: Chiloscyllium plagiosum) نام یک گونه از تیره گربه‌کوسه‌ماهیان است.